# Deutsche Meisterschaften im Biathlon 1987
Die bundesdeutschen Meisterschaften im Biathlon wurden Ende Februar und Anfang März 1987 in Ruhpolding ausgetragen. Erfolgreichster Athlet war Peter Angerer, der drei Titel errang. Die DDR-Meisterschaften im Biathlon 1987 fanden eine Woche später in Oberhof statt.

## Frauen

### Einzel 10 km
| Platz | Name             | Verein     | Zeit (in min) / Fehler |
| ----- | ---------------- | ---------- | ---------------------- |
| 1     | Martina Stede    | Willingen  | 47:27,8 / 5            |
| 2     | Michaela Hille   | Ruhpolding | 49:04,6 / 10           |
| 3     | Manuela Gstatter | Ruhpolding | 49:41,9 / 7            |
| 4     | Hellwig          | Willingen  | 50:10,6 / 6            |
| 5     | Sabine Schubert  | Bergen     | 52:16,3 / 8            |

Datum: 26. Februar

Das Einzelrennen der Frauen fand über eine Distanz von 10 Kilometern statt, die Athletinnen schossen dreimal. Sechs Teilnehmerinnen waren gemeldet, deutsche Meisterin wurde Martina Stede. Die deutsche Meisterschaft fand parallel zu den Weltmeisterschaften der Frauen in Lahti statt.

### Sprint 5 km
| Platz | Name             | Verein       | Zeit (in min) / Fehler |
| ----- | ---------------- | ------------ | ---------------------- |
| 1     | Michaela Hille   | Ruhpolding   | 21:09,3 / 4            |
| 2     | Martina Stede    | Willingen    | 22:05,9 / 0            |
| 3     | Manuela Gstatter | Ruhpolding   | 24:16,8 / 5            |
| 4     | Sabine Schubert  | Bergen       | 24:23,0 / 4            |
| 5     | Baumgärtel       | Marktredwitz | 24:43,4 / 3            |
| 6     | Hörburger        | Kempten      | 24:50,1 / 6            |

Datum: 28. Februar oder 1. März

Trotz vier Strafrunden gewann Michaela Hille das Sprintrennen der Frauen über fünf Kilometer vor der fehlerfrei gebliebenen Martina Stede.

## Männer

### Einzel 20 km
| Platz | Name             | Verein         | Zeit (in h) / Fehler |
| ----- | ---------------- | -------------- | -------------------- |
| 1     | Peter Angerer    | SC Hammer      | 0:59:58,0 / 2        |
| 2     | Ernst Reiter     | SC Eisenärzt   | 1:00:09,0 / 3        |
| 3     | Franz Wudy       | WSV Rabenstein | 1:00:41,2 / 2        |
| 4     | Walter Pichler   | Ruhpolding     | 1:01:29,2 / 4        |
| 5     | Helmut Tengg     | Mittenwald     | 1:02:04,7 / 4        |
| 6     | Engelbert Sklorz | Neuastenberg   | 1:02:24,7 / 3        |
| 7     | Lex              | Murnau         | 1:02:52,4 / 3        |
| 8     | Haugg            | Hausham        | 1:03:30,5 / 5        |
| 9     | Hiemer           | Peiting        | 1:03:45,8 / 6        |

Datum: 26. Februar

Der Olympiasieger von 1984 Peter Angerer wurde zum zehnten Mal deutscher Meister. Er verfehlte mit zwei Schüssen das Ziel, beide Male aus stehender Position. Die beste Laufzeit erreichte Ernst Reiter, der zwar 49 Sekunden schneller war als Angerer, aber dafür einen Fehler mehr schoss und damit eine zusätzliche Strafminute kassierte. Der ebenfalls stark eingeschätzte Fritz Fischer war wegen einer verschleppten Grippe nicht am Start.

### Sprint 10 km
| Platz | Name             | Verein         | Zeit (in min) / Fehler |
| ----- | ---------------- | -------------- | ---------------------- |
| 1     | Peter Angerer    | Hammer         | 28:58,1 / 1            |
| 2     | Walter Pichler   | Ruhpolding     | 29:26,6 / 0            |
| 3     | Franz Wudy       | Rabenstein     | 29:54,9 / 1            |
| 4     | Helmut Tengg     | Mittenwald     | 30:11,0 / 3            |
| 5     | Ernst Reiter     | Eisenärzt      | 30:16,0 / 2            |
| 6     | Stefan Höck      | Benediktbeuern | 30:56,2 / 3            |
| 7     | Hiemer           | Ruhpolding     | 31:14,8 / 3            |
| 8     | Lindner          | Willingen      | 31:16,3 / 3            |
| 9     | Georg Fischer    | Ruhpolding     | 31:25,4 / 3            |
| 10    | Engelbert Sklorz | Neuastenberg   | 31:30,0 / 1            |

Datum: 28. Februar oder 1. März

In einem Feld aus insgesamt über 70 Teilnehmern siegte Angerer bei strömendem Regen mit 30 Sekunden Vorsprung auf Walter Pichler und errang seinen elften deutschen Meistertitel. Pichler war 1986 aus der Nationalmannschaft zurückgetreten und hatte als Grund angegeben, dass er sich in den dortigen Strukturen nicht wohlfühlte. Er strebte aber weiter die Qualifikation für die olympischen Wettkämpfe 1988 an. Die deutsche Meisterschaft sah er als Möglichkeit, sich zu beweisen.

### 4 × 7,5 km Staffel
| Platz | Verband                   | Sportler                                                      | Zeit (in h) / Strafrunden |
| ----- | ------------------------- | ------------------------------------------------------------- | ------------------------- |
| 1     | Bayerischer Skiverband II | Reiter Helmut Tengg Peter Angerer Franz Wudy                  | 1:35:30,0 / 0             |
| 2     | Bayerischer Skiverband I  | Georg Fischer Herbert Fritzenwenger Stefan Höck Fritz Fischer | 1:39:16,9 / 1             |
| 3     | Bayerischer Skiverband V  |                                                               | 1:45:08,2 / 0             |

Datum: 1. März

Auch im dritten Männerwettkampf der bundesdeutschen Meisterschaften siegte Peter Angerer. Zusammen mit seinen Staffelkollegen Reiter, Tengg und Wudy blieb er ohne Strafrunde.